# Leopold Loeser
Leopold Loeser (soms ook: Löser) (Kapellendorf, 13 augustus 1862 – Potsdam, 1944) was een Duits componist, dirigent en trompettist.

## Levensloop
Loeser begon zijn muzikale carrière als trompettist in het zogenaamde hoornistenkorps van het 2e Beierse Jagersbataljon in Aschaffenburg. In 1886 veranderde hij zich en werd trompettist in het militair muziekkorps van het 5e Kurassier Regiment in Riesenburg aan de grens van Posen en Silezië. In 1891 begon hij zijn muziekstudies aan de Hochschule der Musik in Berlijn. Na het behalen van zijn diploma als Musikmeister werd hij in 1893 dirigent van het trompetterkorps van het veldartillerie regiment nr. 4 in Maagdenburg. In 1898 werd hij dirigent van het militaire muziekkorps van het lansieren regiment nr. 15, dat in Saarburg gestationeerd was. In 1901 veranderde hij zich en werd dirigent van de militaire muziekkapel van het 1e garde landsiers (Ulanen) regiment in Potsdam. Kort nadat hij zijn gouden bruiloft in 1944 vierde, is hij overleden. 

## Composities

### Werken voor harmonieorkest
- 1903 Generalfeldmarschall Graf Schlieffen-Fanfare, op. 4
- Galoppmarsch des (Königlich Preußischen) 1. Garde-Ulanen-Regiments, op. 9[1]
- Präsentierfanfare
- Signal Trab
- Trabmarsch des (Königlich Preußischen) 1. Garde-Ulanen-Regiments, op. 8[2]